# Brontopodus

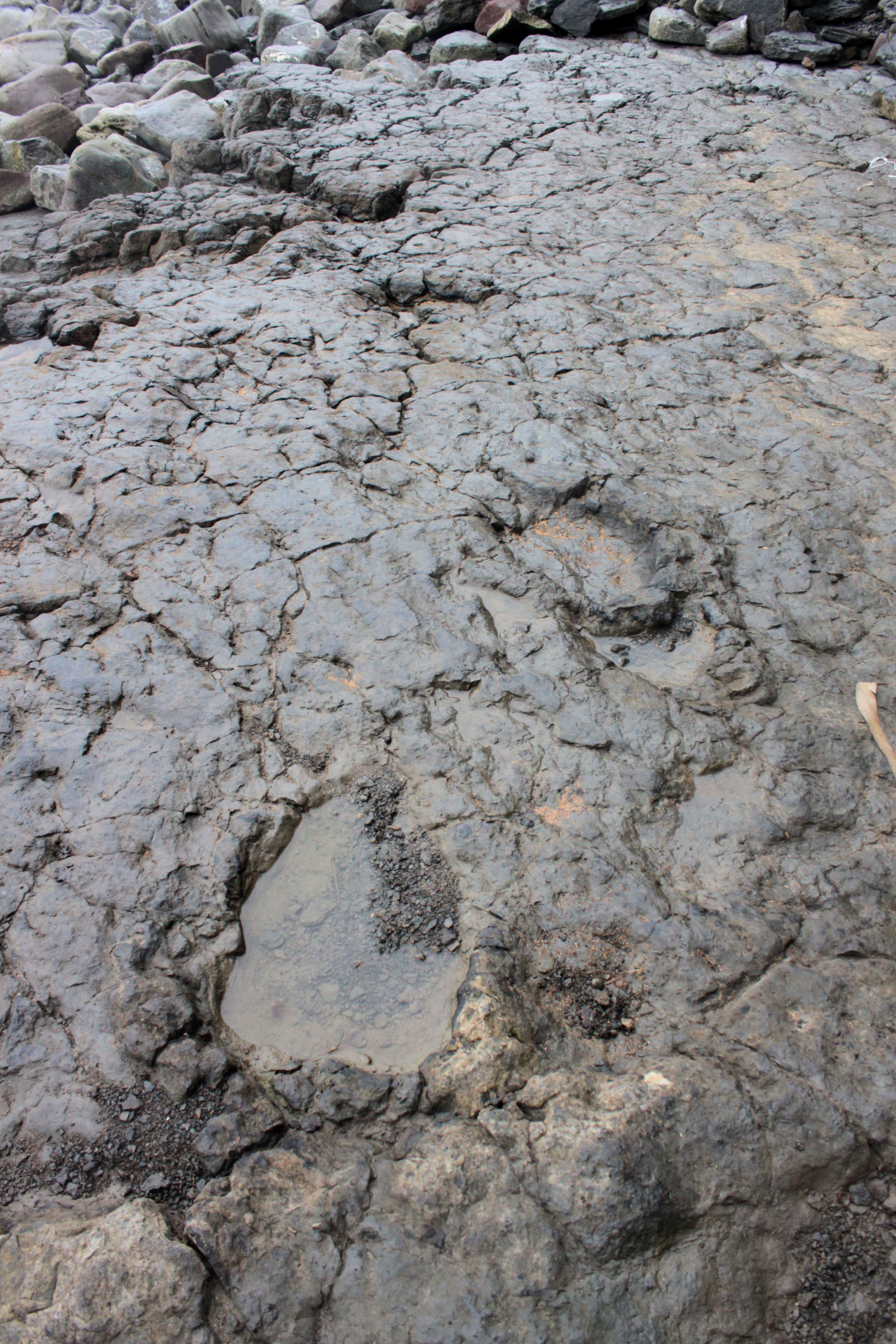
Brontopodus en el yacimiento de La Griega, Asturias, España.

Brontopodus es un icnogénero de icnitas de dinosaurios saurópodos, cuyos fósiles han sido encontrados en Broome, Australia Occidental, que miden 110 cm de largo y 68 cm de ancho. Fueron encontradas por Tony Thulborn, Giuseppe Leonardi (Nápoles) y Tim Hamley en formaciones de arenisca del Cretácico inferior, a lo largo de la costa.
Posteriormente se han encontrado evidencias en otros yacimientos en España, Portugal, Corea del Sur, Texas (Estados Unidos), Croacia, Suiza, Reino Unido y otros lugares.

## Descripción de las huellas de Australia
La descripción de las huellas descubiertas en Broome fue publicada en la revista Gaia. Algunos científicos pensaron que ciertos aspectos de las mediciones eran exagerados, por ejemplo el tamaño de las impresiones, inusualmente grandes para huellas de saurópodos, la excepcional diversidad con al menos 10 tipos diferentes de pistas, y la co-ocurrencia de huellas de saurópodos y ornitópodos, que se supone ocupaban nichos ecológicamente separados.
Aunque algunas huellas eran de tamaño moderado, eran abundantes otras con longitud de pie mayor de 60 cm y hasta alguna con una longitud de 170 cm. Algunas están acompañadas de impresiones de los miembros delanteros, otras no. Algunos pueden ser adscritas fácilmente al icnogénero Brontopodus, pero hay una gama extensa de todas las formas y tamaños, con y sin impresiones de los dígitos. Hay al menos tres o cuatro diferentes tipos de impresiones de saurópodo, que no necesariamente provienen de diferentes especies.

## Características
Las huellas son grandes y de forma semejante, de animales que dejan un espacio entre las patas derecha e izquierda. Hay que destacar la forma del pie, pues Brontopodus son de tipo "ancho", mientras que Breviparopus, otro género de huellas de saurópodo, son de tipo "estrecho".

## Polémica por el tamaño y adscripción a familia
Debido a la ausencia de restos fósiles se ha dado paso a la polémica. Algunos creen que se trata del dinosaurio más grande de todos. Se estima una longitud máxima de 45 m y un peso aún no determinado, pero otros mencionan que su longitud es menor, con solo 22 metros. Se desconoce a qué familia pertenece: a un diplodócido, un titanosauriano, un braquiosáurido u otro tipo de saurópodo, por lo que no se conocen sus proporciones (cuello, cuerpo y cola), pues aunque sean de una misma familia, las proporciones tienden a variar en las distintas especies. Resulta difícil determinar el tamaño del animal, tan solo por medio de sus huellas. Algunas referencias recientes lo adscriben a los titanosauriformes.

## Índice de heteropodia
El índice de heteropodia es la proporción entre las superficies de las huellas de las manos y los pies y sirve para distinguir a qué especies pertenecen unas icnitas o huellas de dinosaurio.

## Brontopodus birdi

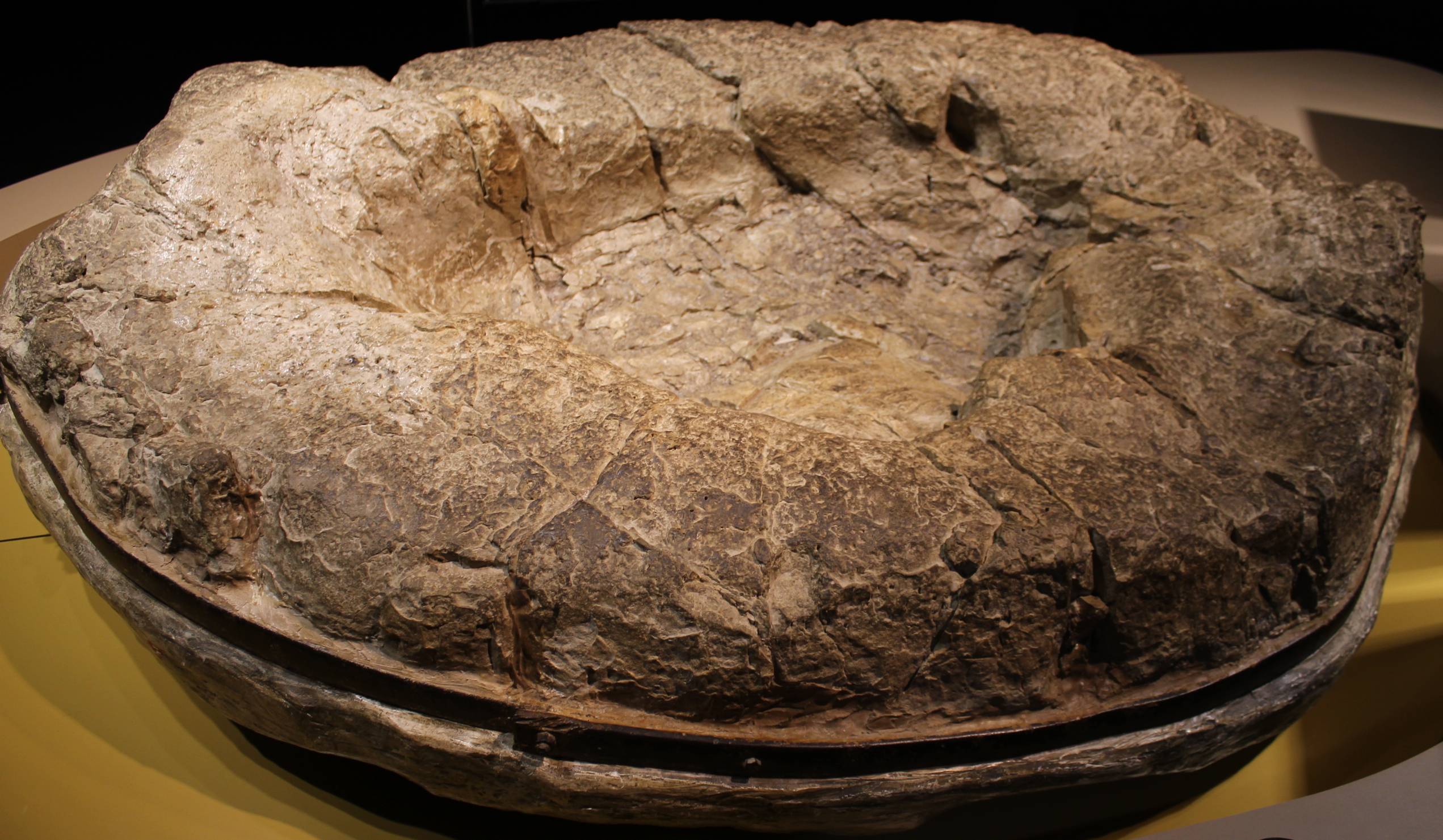
Huella fosilizada de Brontopodus birdi.

Esta icnoespecie fue descrita a partir de las huellas bien conservadas aparecidas en los carbonatos de las montañas Albias, en Texas, Estados Unidos y fueron estudiadas por Farlow et al. Para esta especie el índice de heteropodia es 1:3, mientras que en el icnogénero Parabrontopodus, el índice es mayor, entre 1:4 y 1:5. También se diferencian en que el dinosaurio tipo tejano (B. birdi) tiene mayor separación entre huellas (pista ancha) que en otros dinosaurios (pista estrecha).